# Масть (карти)
Масть (від мастити — «мазати, фарбувати у певний колір») — одна з чотирьох частин колоди карт, усі карти якої мають загальний знак:
- піка, трефа, бубна та чирва (у французьких картах);
- вино, жир, дзвінка та чирва (у німецьких картах);
- мечі, палиці, монети та чаші (в італійських та іспанських картах).

Важко визначити первинні форми цих мастей: серця, дзвіночки, жолуді й листя плюща, палиці, мечі, чаші й монети — у Франції, Німеччині, Італії або Іспанії; поза сумнівом, що форми ці є багато в чому готичними орнаментами.
Існує припущення, що чотири масті французьких карт зображають собою чотири найголовніші предмети лицарського ужитку:
- вино — спис,
- трефа — меч,
- бубна — прапор або герб,
- чирва — щит.

Є інше тлумачення символіки карткових мастей, дане французьким священником отцем Менестріє в 1704 році, — гра є картиною класів суспільства:
- піки — воїни (дворяни);
- трефи (фр. tréfle — конюшина) — селяни;
- кубики — містяни (бюргери) — підлоги в міських будинках викладені кубиками (фр. carreau);
- серця — священники (люди серця).

На думку Менестріє, іспанці виразили ті ж поняття:
- мечі — дворянство;
- палиці — селяни;
- монети — торговці;
- чаші — духовенство.

Багато авторів намагалися розкрити символіку карткових мастей. Всі припущення можна розділити на дві групи: політичне трактування і моралістичне. Політичне трактування видно в приведених вище тлумаченнях, моралістичне вперше представлене в роботі П'єтро Аретіно (Pietro Aretino) «Le Carte parlanti» (Венеція, 1545 р.):
|  | Мечі нагадували про смерть тим, хто турбувався з приводу програної гри. |

Політичне трактування видається ближчим до істини, оскільки ієрархії карткових фігур, що виникли в самих різних частинах світу, повторюють (копіюють) ієрархії посадовців держави — карти «малик» і «наїб» в арабських картах, чиновники імперії Акбара в індійській колоді «ганджифа», найважливіші ранги цивільної ієрархії в китайській колоді, описаній Брайткопфом.
До України гральні карти проникли із заходу (через Німеччину і Польщу), і цей факт пояснює появу просторічних назв карткових мастей: ви́ни (піки) — калька з німецької (на німецьких картах пікова масть зображена у вигляді виноградного листя); жлу́ди — трефи (на німецьких картах жолуді відповідають трефовій масті); дзві́нки — бубни (на німецьких картах дзвіночки).
У християнстві цим символам відповідають[джерело?]:
- піка — спис, яким римський легіонер ткнув під ребро Ісусу Христу, перевіряючи, чи той живий;
- трефа — символізує розп'яття (хрест);
- бубна — губка, якою змочували пересохлі губи Ісуса Христа;
- чирва — символізує серце Ісуса Христа.

У середині I тисячоліття, коли християнам Візантійської імперії, подібно до мусульманства, було заборонено малювати ікони, ці символи прикрашали стіни церков[джерело?].
У картах Таро масті традиційно пов'язують з чотирма основними стихіями (елементами), які утворюють так званий Хрест Стихій:
- Мечі — Повітря;
- Жезли — Вогонь;
- Пентаклі — Земля;
- Кубки — Вода.